# Скрытое окрашивание
Скрытое окрашивание — техника окрашивания волос средней или нижней части, которая скрыта под слоем основных волос. Обычно выполняется в ярких цветах, при этом используется один или несколько слоёв. Данная разновидность окрашивания волос особенно распространена среди женского молодого поколения.

## История
Heoбычнaя тexнoлoгия скрытого окрашивания изобретена известным лондонским колористом — Kapлoй Pинaльди.

## Технология окрашивания
Весь объём волос делится на две части по горизонтали, верхняя часть закрепляется зажимами.
При необходимости нижняя часть, которая будет окрашиваться в яркий цвет, осветляется. Следующим этапом будет окрашивание осветлённых прядей в нужный цвет. Для этого будет удобнее разделить их на несколько небольших прядей и начинать окрашивать от корней до кончиков.

## Виды скрытого окрашивания
У скрытого окрашивания есть несколько видов, которые отличаются плотностью окрашивания:
- Сплошное окрашивание — изменение цвета всего среднего или нижнего ряда волос одним оттенком;
- Радужное окрашивание — волосы в средней или нижней части делятся на пряди, каждая из которых окрашивается в свой оттенок;
- Скрытое омбре — отличается от классического омбре тем, что оттенки перетекают не от темного к светлому, а яркие цветные оттенки перетекают друг в друга;
- Скрытый рисунок — нижняя зона задней части головы выбривается под определённый рисунок и окрашивается в нужный цвет. Тем самым, выбритый цветной узор спрятан под общей массой волос;
- Цветные корни — корни волос окрашиваются в яркие оттенки;
- Зигзаг — сложная техника окрашивания, при которой отделённая затылочная зона окрашивается не равномерно от корней, а через одну прядь: первая полностью окрашивается, вторая — с отступом от корня и растяжкой цвета, и т.д.;
- Пиксельное окрашивание — на нижних прядях создаются пиксельные узоры из цветных квадратиков. Такой рисунок делается на идеально гладких волосах.